# Czarnkowo (powiat bytowski)
Czarnkowo – osada leśna w Polsce położona w województwie pomorskim, w powiecie bytowskim, w gminie Trzebielino.
Miejscowość wchodzi w skład sołectwa Bożanka.
W latach 1975–1998 miejscowość administracyjnie należała do województwa słupskiego.